# José Luis López-Zubero
José Luis López-Zubero (Zaragoza, febrero de 1931 - Madrid, 29 de noviembre de 2020) fue un oftalmólogo español que desempeñó su carrera en Estados Unidos. Tres hijos suyos fueros nadadores olímpicos con la selección española: David López-Zubero, Julia López-Zubero y Martín López-Zubero, de los cuales David y Martín fueron además medallistas olímpicos.

## Biografía
Jugó al baloncesto en el CN Helios mientras estudiaba Medicina en la universidad. Cuando iba a ser convocado para jugar con la selección de baloncesto de España un amistoso y había contactos para fichar por el FC Barcelona, José Luis se hizo un esguince de tobillo, lo que propició su retirada del baloncesto. En 1955 emigró a Estados Unidos donde desarrolló su carrera de oftalmólogo.
Sus hijos disputaron siete Juegos Olímpicos: David López-Zubero disputó Montreal 1976, Moscú 1980 y Los Ángeles 1984, obteniendo una medalla de bronce en 1980; Julia López-Zubero disputó los JJOO de Moscú 1980; y Martín López-Zubero participó en Seúl 1988, Barcelona 1992 y Atlanta 1996, ganando una medalla de oro en la edición de 1992.